# Малайский филин
Малайский филин (лат. Ketupa sumatrana) — вид птиц рода рыбные филины, обитающий в Юго-Восточной Азии. Выделяют три подвида. Видовое название получил в честь острова Суматра, где был впервые описан.

## Описание
Малайский филин достигает длины 40-48 сантиметров, с красновато-коричневой окраской и тёмно-коричневыми глазами. Брюхо всегда светлее с узкими горизонтальными полосками. Имеет длинные, широко расставленные «перьевые ушки». Масса — около 620 граммов. Самки крупнее и тяжелее самцов.

## Распространение
Ареал включает в себя Индонезию, Бруней, Малайзию, Сингапур, Таиланд, Бирму и Кокосовые острова. Предпочитает влажные тропические низменные леса, неподалёку от озёр и рек.

## Питание
Охотится ночью и в сумерках на крупных насекомых, мелких млекопитающих, рептилий и птиц.

## Размножение
Сезон размножения варьируется в зависимости от региона (февраль—май). Вероятно, формируют пары на всю жизнь. Гнездятся в дуплах деревьев или в брошенных гнездах других птиц. Очень привязаны к гнезду, к которому возвращаются год от года. Самка откладывает только одно яйцо. Яйцо белое, овальной формы, размером примерно 59,8 мм × 47,9 мм.

## Галерея
- Малайский филин крупным планом.
- Малайский филин (справа) рядом с малайской неясытью, ещё одной совой из Юго-Восточной Азии.